# 結悅縣
結悅縣，是明代交阯承宣布政使司清化府九真州下轄的一個縣，後陷入安南，治所約在今越南清化省靜嘉縣的北部。

## 沿革
- 永樂五年六月癸未朔（1407年7月5日）置，隸清化府九真州[2]。
- 永樂六年十月二十六日（1408年11月13日），設結悅縣濠渠口廵檢司、沉渠口廵檢司、隊隈廵檢司[3]。
- 永樂九年七月十七日，交阯總兵官英國公張輔、黔國公沐晟敗賊黨阮帥於結悅縣月常江[4]。
- 永樂十三年八月二十三日（1415年9月25日），併九真州之結悅縣入本州，革結悅縣之沈渠口巡檢司[5]。
- 永樂十六年八月初二日（1418年9月1日），改結悅縣之濠渠口、隊隈二巡檢司隸九真州[6]。

## 人物
- 歐陽遜，廣東增城縣人，結悅縣知縣[7]